# Tånglav
Tånglav (Lichina confinis) är en lavart som först beskrevs av Otto Friedrich Müller, och fick sitt nu gällande namn av Carl Adolph Agardh. Tånglav ingår i släktet Lichina och familjen Lichinaceae.  Arten är reproducerande i Sverige. Inga underarter finns listade i Catalogue of Life.